# Hernán Figueredo
Hernán Figueredo Alonzo (Montevideo, 15 maggio 1985) è un calciatore uruguaiano, centrocampista del Durazno.